# بلاش تبوسني (فلم)
بلاش تبوسني هو فيلم مصري، من تأليف وإخراج أحمد عامر، ومن إنتاج شركات أفلام روتانا ستوديوز وميدل وست وويكا للإنتاج والتوزيع وMAD Solutions، ومن توزيع Rotana Studios و شركة MAD Distribution وبطولة كل من ياسمين رئيس، ومحمد مهران، وعايدة رياض، وسلوى محمد علي، ومصطفى أبو سريع، مع مشاركة خاصة من سوسن بدر ومدير التصوير كمال عبد العزيز.

## القصة
يرصد الفيلم تاريخ البوس في السينما المصرية، وتدور أحادث الفيلم داخل كواليس فيلم جديد يتم تصويره، وبطلة الفيلم التي ترفض مشهد البوسة في الفيلم وهو ما يستفز المنتج وما يثير جنون المخرج، ويحاول الجميع الوصول إلى أرضية مشتركة لاستكمال الفيلم والخروج من المأزق .

## الممثلين
- ياسمين رئيس[6]
- محمد مهران[7]
- سلوى محمد علي[8][9][10]
- بطرس غالي[11]
- وائل عمر
- محمد الحاج
- شريف الخيام
- لمياء جودة
- سلافة غانم
- أحمد سليم
- دارينا الجندي[12]
- مصطفى أبو سريع[13]
- مصطفى يوسف
- سوسن بدر [14]
- عايدة رياض[15][16][17]
- محمد خان[18]
- خيري بشارة[19]
- كمال عبد العزيز
- أحمد مجدي
- سامر المنياوي
- إبراهيم عمران
- إسراء صبري
- حسن أبو الروس
- أحمد خيري
- نور صالح